# Keynesianism
Keynesianismul (sau keynesism) reprezintă un curent în gândirea economică (macroeconomie), apărut în secolul XX, introdus de economistul britanic John Maynard Keynes. Acesta a pledat pentru o politică activă în favoarea sectorului public în economie, realizat nu numai prin acțiuni de tip monetarist ale băncilor naționale , dar și printr-o politică fiscală energică -- ambele măsuri fiind menite să reprezinte o contrapondere la ceea ce el considera ineficiența relativă a sistemului economic privat, și a ciclurilor economice generate de acesta. 
Keynesianismul a fost inițiat în lucrarea Teoria generală a ocupării forței de muncă, a dobânzii și a banilor (1936).
Keynesianismul a constituit baza teoretică a lucrărilor publice inițiate în anii '30 de guvernele american și german ca soluție împotriva crizei economice. Și-a câștigat mulți adepți pe plan mondial după cel de-al doilea război mondial, dar a pierdut teren ca urmare a stagflației din anii '70. Prim-ministrul britanic Gordon Brown l-a invocat în sprijinul unei mai energice politici de intervenție a statului după criza economică din 2007.

## A se vedea
- Keynes, John Maynard. „Teoria generală a ocupării forței de muncă, a dobânzii și a banilor”, Editura Publica, București, 2009, traducere de Corina Mădălina Haită ISBN: 978-973-1931-02-9